# شهرستان آختینسکی
شهرستان آختینسکی (به لاتین: Akhtynsky District) یک منطقهٔ مسکونی در روسیه است که در داغستان واقع شده‌است.